# 衝撃 (曲)
「衝撃」（しょうげき）は日本の女性歌手、安藤裕子の楽曲である。デジタル配信限定シングルとしてポニーキャニオンより2020年12月7日に各音楽配信サービスにて先行リリースされ、2021年2月3日にCDシングルとして発売された。

## 概要
前作「鑑」以来1年6ヶ月ぶりのデジタル配信限定シングルで、CDシングルとしては「360°サラウンド」以来、約5年7ヶ月ぶりとなる。
表題曲は、テレビアニメ『進撃の巨人 The Final Season』のエンディングテーマに書き下ろし起用されている。安藤がテレビアニメの主題歌を担当するのは、2004年の「忘れものの森」以来16年ぶりとなる。
安藤は表題曲について「この世の終わりの瞬間を切り取った曲で、戦場というイレギュラーな状況での極まった感情をつづったもの」「『進撃の巨人』という作品に私自身が随分とのめりこんで、現実世界とは違う世界観で作り上げたもの」とコメントしている。
シングル発売と同日に安藤の公式Youtubeチャンネルにてミュージックビデオが公開された。ミュージックビデオは川上智之が監督を務めた。
安藤の11枚目のオリジナルアルバム『Kongtong Recordings』にアルバム・バージョンとして収録され、楽曲の後半部分が延長された。本バージョンには、『進撃の巨人』のキャラクター・ミカサの主人公・エレンに対する気持ちを伝える様子を最後に、シリーズの結末に関するネタバレとみなされるかもしれなくて「一秒前に戻して 彼が消え去る前に」という歌詞が追加されているが、これに関して安藤は「私が担当したアニメの時期には内容的にフィットしなかったので歌っていなかったのですが、このタイミングでは漫画も終わったこともあり、歌わせていただきました」と宣言している。

## チャート成績
初週746枚を売り上げ、2021年2月15日付オリコン週間シングルランキングで初登場49位を獲得。チャート登場回数は2回。CD累計売上は890枚を記録した。

## 収録曲
| 全作詞・作曲: 安藤裕子、全編曲: Shigekuni（3曲目は安藤との共同編曲）。 |              |          |            |      |
| #                                                                      | タイトル     | 作詞     | 作曲・編曲 | 時間 |
| 1.                                                                     | 「衝撃」     | 安藤裕子 | 安藤裕子   | 3:04 |
| 2.                                                                     | 「nontitle」 | 安藤裕子 | 安藤裕子   | 6:11 |
| 3.                                                                     | 「花一匁」   | 安藤裕子 | 安藤裕子   | 3:31 |
| 合計時間:                                                              | 合計時間:    | 12:46    |            |      |

| 全作詞・作曲: 安藤裕子。 |                      |           |            |            |      |
| #                        | タイトル             | 作詞      | 作曲・編曲 | リミックス | 時間 |
| 1.                       | 「衝撃」(molmol DUB) | 安藤裕子  | 安藤裕子   | molmol     | 2:59 |
| 合計時間:                | 合計時間:            | 合計時間: | 2:59       |            |      |

## 参加ミュージシャン
- 須磨和声 - Violin（#1）
- 林田順平 - Cello（#1）
- Shigekuni - Computer Programming（#1）、Bass（#2）
- あらきゆうこ - Drums（#2）、Percussions（#3）
- Tomi Yo - Piano（#2）、Synthesizer（#3）

## 収録アルバム
| 曲名 | 収録アルバム           | 発売日         | 備考                           |
| ---- | ---------------------- | -------------- | ------------------------------ |
| 衝撃 | Kongtong Recordings    | 2021年11月17日 | album ver.として収録           |
| 衝撃 | Rearrangement Reaction | 2022年6月29日  | KOHTA YAMAMOTO Remixとして収録 |